# Aboh
Aboh és una ciutat situada en l'estat del Delta, a Nigèria. Es troba en una alçada d'uns 24 m sobre el nivell del mar. És la ubicació de la capital de l'Àrea de Govern Local de Ndokwa. Està situada a la riba del riu Níger i té dos llacs a saber, Owoli i Okili. Les llengües principals són el dialecte Aboh (que es basa similitud de l'idioma Igbo dominant), el pidgin de Nigèria i l'anglès. Té un mercat important, una escola secundària pública, dues escoles públiques primàries, dues escoles bàsiques privades, i un politècnic construïts pel govern de l'estat de Delta. Disposa d'un hospital general de govern, un centre de salut del govern, una oficina de taula educatiu. El cristianisme és la religió dominant i la ciutat té una presència de més de quinze esglésies, una mesquita i alguns santuaris tradicionals. És accessible en el camí a través de l'aigua a través dels rius i l'estat de Bayelsa. És un dels pocs pobles amb electricitat subministrada per 24/7 Nigèria Agip Oil Company (NAOC) i continua servint com un vincle econòmic entre regions interiors i altres àrees urbanes. Hi ha una autoritat tradicional encapçalada per un Obi i els caps del consell també coneguts com a Olinzeles.
Aboh té una població estimada de 40.000 habitants (28.000 dones i 18.000 homes). Compta amb un total de 4.000 estudiants de l'escola bàsica i serveix com la base educativa i econòmica per als pobles de l'interior de la rodalia.

## Història

### Fundació
Per la història oral, els indígenes són Binis d'origen. En 1480 Obazoeme, també conegut com a Esumei-Uku, el fill de l'Oba de Benin Ozolua, va emigrar amb alguns dels seus seguidors des de Benín per fundar la ciutat d'Aboh. Obazome àlies Esumei Uku ser el fundador de Aboh. Tenia dos fills, Ogwezi i Ugbo. Ogwezi tenia molts fills, tres dels quals (Ogwezi, Ossai i Ozegbe), a més d'ell mateix, es van convertir en els caps dels quatre barris d'Aboh. També constitueixen les cases regnants a Aboh fins al dia d'avui.

### Regne d'Aboh
Aboh fou governada per reis. Els reis d'Aboh, a diferència de la tradició a Benín, conserven els seus noms després d'ascendir al tron. La successió al tron tampoc no segueix la norma de la primogenitura. Durant el moviment de la immigració des de Benín fins a l'actualitat, es van trobar dues oposicions importants durant el transcurs de l'establiment de la ciutat. Primer van ser els iweles que eren del grup itsekiri; i després els akarais. Després de superar el repte de l'oposició a través de ferotges batalles, els immigrants de Benín van prendre possessió de la terra beneïda amb els coneixements arquitectònics de Benín, van construir cases com les de Benín i carreteres (camins) a les terres de la nova ciutat. També van prendre avantatge de la proximitat del riu Níger per practicar la natació, el rem en canoa i la pesca.
El regne Aboh es va dividir en dos districtes. Umudei, amb els descendents d'Ogwezi, el fill de Esume i primer Obi (rei) d'Aboh i Ndiche, considerat el districte dels que "no eren membres de la reialesa". Els ndiches són d'origen mixt. Inclouen els aborígens "Idumu Iwele" que eren d'origen akri. Molts dels ndiches eren d'origen igala, alguns van venir de l'est del país Igbo igual que alguns van arribar de les comunitats aniomes veïnes. També cal assenyalar que molts dels ndiches eren d'origen ex-esclau, però Aboh va assimilar als antics esclaus fàcilment. El gran assentament de Abalagada al nord de la ciutat principal es va formar originalment de gent d'Anam (a l'estat d'Anambra), també foren ndiches. Des de la seva creació, la ciutat ha estat governada per dinou Obis que són les autoritats tradicionals reconegudes pel poble i autoritat és reconeguda pel govern de l'estat. També es reconeix com una entitat per les empreses d'exploració de petroli i gas.
L' Obi de Aboh està a la cúspide de l'administració de Aboh i del govern general del regne. El seu palau es diu 'Uge' i és la seu del tron. El Uge ofereix lloc per al més alt nivell de les reunions i la solució de controvèrsies. L'Obi té la prerrogativa exclusiva per conferir títols sobre les persones mereixedores de la seva elecció. La seva salutació és 'Onwe ObuU'. Ocupa el tron fins a la mort.
El Consell d'Olinzeles (Olinzele significa cap a Aboh) és assessor de l'Obi. La reunió dels caps forma el Consell d'Olinzeles. Es reuneixen en els dies Eke-Uku per deliberar sobre qüestions relatives a la ciutat. Per sota de l'administració central de l'Obi i el seu consell, hi ha altres estructures de sota de l'escala a nivell de Quarters, que inclou; Ikei Obodo (ancians), que fan la pau a la ciutat escoltant i decidint en les diferències plantejades; Oshi/Agbiko, que resolen sobre les disputes en primera instància; Ikolobia Obodo/Utu Uwai (joves), que són responsables de sanejament general.